# Miloš Mijalković
Miloš Mijalković –en serbio, Милош Мијалковић– (Belgrado, 5 de abril de 1978) es un deportista serbio que compitió en judo. Ganó una medalla de plata en el Campeonato Europeo de Judo de 2007, en la categoría de –66 kg.

## Palmarés internacional
| Campeonato Europeo | Campeonato Europeo | Campeonato Europeo | Campeonato Europeo |
| Año                | Lugar              | Medalla            | Categoría          |
| ------------------ | ------------------ | ------------------ | ------------------ |
| 2007               | Belgrado (Serbia)  | Medalla de plata   | –66 kg             |